# Biserica de lemn din Dumuslău
Biserica de lemn din Dumuslău, cu hramul Sf. Arhangheli, a fost un lăcaș de cult greco-catolic din Dumuslău, Sălaj. 

## Istorie
Biserica a fost construită de comunitatea greco-catolică în anul 1792. 
În anul 1908 biserica avea 305 de enoriași în 56 gospodării. Școala confesională greco-catolică avea 25 elevi, iar învățătorul era plătit cu un salariu de 400 coroane.
Potrivit șematismului din 1934 filia Dumuslău a Parohiei Doh număra 415 enoriași. Cantor era Ioan Pop, curator Vasile Matei. Asoc. Relig. Reuniunea Sf. Maria, cu 43 membri. 
În 1935 comunitatea greco-catolică a construit o nouă biserică. Pe 28-29 septembrie 1935 noul lăcaș a fost târnosit de episcopul Valeriu Traian Frențiu.